# 198 (число)
198 (Сто дев'яно́сто ві́сім) — натуральне число між  197 та  199.
- 198 день в році — 17 липня (у високосний рік 16 липня).

## Гематрія
- קֻבּוּץ  — куббуц (івр.)

## В інших областях
- 198 рік, 198 до н. е.
- NGC 198 —  спіральна галактика ( Sc) в сузір'ї  Риби.
- В Юнікоді 00C6  16  — код для символу «Æ» ( Latin Capital Letter Ae).